# Zastava Občine Straža
Zastava Občine Straža je pravokotna v razmerju 1:2. Kadar je zastava obešena horizontalno je v prvi polovici belo polje, druga polovica pa je po horizontali razdeljena na dve enaki polji od katerih je spodnje modre, zgornje pa zelene barve. V središče teh dveh polj je tako kot pri vertikalni obliki umeščen osrednji atribut grba občine v rumeni barvi, katerega širina in višina predstavljata polovico višine zastavine rute. 
Pri vertikalni obliki zastave je v zgornji polovici belo polje, spodnja polovica pa je horizontalno razdeljena na dve enaki polji, od katerih je ppodnje polje modre, zgornje pa zelene barve. V središče spodnje polovice je umeščen atribut iz grba v rumeni barvi. 